# José Antonio Morente Oliva
José Antonio Morente Oliva, conegut com a Tete Morente (La Línea de la Concepción, Andalusia, 4 de desembre del 1996) és un futbolista andalús que juga com a extrem a la US Lecce.

## Carrera de club
Nascut a La Línea de la Concepción, Andalusia, Morente va ingressar al planter de l'Atlètic de Madrid el 18 de gener de 2014, després d'haver provat a l'AD Taraguilla i Atlético Zabal. Va debutar com a sènior amb l'Atlètic de Madrid C el 2 d'abril de 2015, com a titular en una derrota per 1–4 a fora contra l'Internacional de Madrid CF en partit de Tercera Divisió
Morente va marcar el seu primer gol sènior el 19 d'abril de 2015, el de l'empat en una victòria per 2–1 a casa contra el Reial Madrid C. Fou promocionat a l'Atlètic de Madrid B a començaments de la temporada 2015–16, amb l'equip a tercera divisió.
El 31 d'agost de 2016, Morente va signar contracte per un any amb el CE Atlètic Balears de Segona Divisió B. El següent 9 de juliol, va signar per quatre anys amb el Gimnàstic de Tarragona de Segona Divisió.
Morente va debutar com a professional el 20 d'agost de 2017, entrant com a suplent a la segona part per Juan Delgado en una derrota a casa per 0–1 contra la UD Almería. Va marcar el seu primer gol com a professional el següent 4 de març, el primer del partit en una derrota a casa per 1–2 contra el CD Tenerife.
El 25 de gener de 2019, Morente fou cedit al CD Lugo de segona divisió, per sis mesos. El 30 de juny, després d'haver evitat el descens, fou comprat pels gallecs, executant una clàusula del contracte, i hi va signar fins al 2022.
El 30 de gener de 2020, Morente signà contracte per un any i mig amb el Màlaga CF, encara a la segona divisió. El 16 de setembre, va signar contracte per quatre anys amb l'Elx CF, acabat d'ascendir a La Liga.